# Poecilocloeus scitus
Poecilocloeus scitus är en insektsart som beskrevs av Marius Descamps 1976. Poecilocloeus scitus ingår i släktet Poecilocloeus och familjen gräshoppor. Inga underarter finns listade i Catalogue of Life.